# Astarte
Astarte (pojmenována podle západosemitské bohyně plodnosti a sexuality Aštarté) byla řecká black/death metalová dívčí kapela, která byla založena roku 1995 ve městě Athény pod názvem Lloth. Mezi zakládající členky patřily Maria "Tristessa" Kolokouri, Kinthia a Nemesis. V roce 1997 došlo k přejmenování skupiny na Astarte.
Debutové studiové album s názvem Doomed Dark Years vyšlo roku 1998 pod hlavičkou řeckého hudebního vydavatelství Black Lotus Records.
V roce 2014 po úmrtí Tristessy na leukemii se zbývající osazenstvo kapely rozhodlo činnost ukončit. Pod staronovým názvem Lloth poté vzniklo v roce 2017 album Αθάνατη na počest Tristessy.

## Diskografie

### Lloth
Dema
- Dancing in the Dark Lakes of Evil (1997)

Singly
- I (Dead Inside) (2015)

Studiová alba
- Αθάνατη (2017) – transkripcí Athanati

### Astarte
Dema
- Dancing In The Dark Lakes Of Evil - The Lloth Years (2021) – znovuvydání dema Lloth z roku 1997 na CD

Studiová alba
- Doomed Dark Years (1998)
- Rise from Within (2000)
- Quod Superius Sicut Inferius (2002)
- Sirens (2004)
- Demonized (2007) – na albu uvedeno jako ΔEMONIZEΔ

Kompilační alba
- The Rise of the Black Metal Goddess (2016)

Box sety
- 1997–2014 The Doomed Dark Years (2019)

Singly
- The Ring (of Sorrow) / Lloth (2007)